# Concezio Rosa
Concezio Rosa (Castelli, 10 aprile 1824 – Corropoli, 30 marzo 1876) è stato un medico e paleontologo italiano.

## Biografia
Medico condotto a Corropoli e Controguerra (entrambi in provincia di Teramo), è considerato un precursore della moderna paleontologia.
Dopo gli studi presso il Collegio dei Barnabiti a Teramo ed i seminari di Penne e Chieti, si laureò in medicina a Napoli l’8 settembre 1847.
Rientrato al suo paese natale, compilò le Notizie storiche delle maioliche di Castelli e dei pittori che le illustrarono, che è considerata la prima monografia sulla maiolica di Castelli.
Nel 1860 fu nominato medico condotto a Corropoli, e dal 1867 iniziò a condurre scavi nella vicina Val Vibrata.  Qui raccolse, durante le sue ricerche, circa 20 000 reperti risalenti all'epoca del Paleolitico e del Neolitico, tracciando in questo modo una fondamentale mappa delle origini dei primi insediamenti umani negli Abruzzi. Il suo più celebre ritrovamento avvenne nel 1865 in località Ripoli, dove scoprì un intero villaggio di capanne di una comunità del tardo Neolitico, dal quale prese nome l'omonima cultura. Le sue scoperte nella Valle della Vibrata e nelle Marche furono pubblicate dal 1871 al 1874 nell'Archivio per l'Antropologia e l'Etnografia.
Nel 1873 Concezio Rosa richiese al Consiglio provinciale di Abruzzo Ultra Primo la creazione di un Museo provinciale di antichità a Teramo così da dare ampia e corretta sistemazione alla sua collezione di reperti, ma l'amministrazione provinciale lasciò cadere la richiesta e la collezione finì smembrata. 
Nel 1878 il Ministero della pubblica istruzione assegnò oltre 5 000 reperti di essa al Museo Nazionale Preistorico Etnografico di Roma (dal 1925 intitolato a Luigi Pigorini). 
Negli anni successivi altri pezzi finirono in Francia (Saint Germain en Laye), a Bologna nel Museo civico e archeologico, a Perugia nel Museo archeologico nazionale, a Firenze nel Museo nazionale di antropologia ed etnologia.

## Opere
Concezio Rosa, Notizie storiche delle maioliche di Castelli e dei pittori che le illustrarono, G. Gioja Napoli, 1857